# FS E.321
Электровоз FS E.321 — трёхосный электровоз постоянного тока, построенный на основе механической части и экипажа паровоза Gruppo 835. Электровоз предназначен для выполнения маневровой работы на крупных железнодорожных станциях.
К концу 1950-х годов потребности железнодорожного транспорта в Италии перестали удовлетворять паровозы, в том числе и на маневровой работе. Существовало множество танк-паровозов серий Gruppo 830 и Gruppo 835. Было решено использовать раму и механическую часть паровозов для создания электровоза. Электрическая часть локомотива была изготовлена на заводе Tecnomasio Italiano-Brown-Boweri, монтаж оборудования на механической части паровоза был выполнен на заводе Officina Grandi Riparazioni FS в Вероне.
Электровозы были направлены для эксплуатации на станции в Милан,  Мессину, Местре. В 1969 году четыре электровоза были переделаны для работы на паромной переправе в Мессинском проливе.
В экипажной части электровоза были использованы колёсные пары и спарники от паровоза. Привод колёсных пар осуществлялся через тяговый электродвигатель, вал которого через тяговый редуктор с коническими шестернями был связан со средней осью. Для регулирования напряжения, подаваемого на тяговый двигатель, были применены пусковые реостаты.
Токосъём осуществлялся через пантограф, установленный на крыше электровоза.
Часть электровозов не была оборудована кабинами и органами управления, так как изначально рассчитывалась на работу в сплотке, с управлением от другого электровоза. Электровозы с кабинами машиниста получили обозначение E.321, без кабины E.322.
E.321 получили прозвище Battistino, а E.322 — собака.